# Šlapanice
Šlapanice – miasto w Czechach, w kraju południowomorawskim. Według danych z 31 grudnia 2003 powierzchnia miasta wynosiła 1 464 ha, a liczba jego mieszkańców 6 339 osób.

## Demografia
| Rok             | 1970  | 1980  | 1991  | 2001  | 2003  |
| --------------- | ----- | ----- | ----- | ----- | ----- |
| Liczba ludności | 5 410 | 6 841 | 6 172 | 6 214 | 6 339 |

Źródło: Czeski Urząd Statystyczny

## Współpraca
Miejscowość partnerska:
- Braine-l’Alleud, Belgia